# Orgasm Inc.
Orgasm Inc. ist ein US-amerikanischer Dokumentarfilm von Liz Canner und wurde auf dem Hot Docs Canadian International Documentary Festival 2009 uraufgeführt. Der Film behandelt verschiedene pharmazeutische und plastisch-chirurgische Maßnahmen im Bereich der weiblichen Sexualität, wie beispielsweise Medikamente gegen sexuelle Dysfunktionen und Schamlippenverkleinerung. Der Film setzt sich kritisch mit diesen Entwicklungen sowie deren kommerzieller Nutzung und Vermarktung auseinander.

## Rezeption
Orgasm Inc. erhielt ein gutes Presseecho, was sich auch in den Auswertungen US-amerikanischer Aggregatoren widerspiegelt. So erfasst Rotten Tomatoes 86 % positive Besprechungen und ordnet den Film dementsprechend als „Frisch“ ein. Metacritic ermittelt eine „Grundsätzlich Wohlwollende“ Durchschnittswertung von 64/100 Punkten. Des Weiteren wurde der Film bei den folgenden Festivals ausgezeichnet:
- Vermont International Film Festival: Erster Preis
- KOS International Health Film Festival: Zweiter Preis
- Southeast New England (SENE) Film, Music, and Arts Festival: Erster Preis (Dokumentation)
- Newburyport Documentary Film Festival: Erster Preis

## Belege
1. ↑  Hot Docs 2009 Interview. In: CityNews Everywhere. 7. Mai 2009, abgerufen am 8. November 2024 (englisch).
2. ↑  Ronnie Scheib: Review. In: Variety. 1. Februar 2011, abgerufen am 8. November 2024 (englisch).
3. ↑  Orgasm Inc. In: Rotten Tomatoes. Fandango, abgerufen am 27. Dezember 2024 (englisch, aggregiert aus 22 Kritiken).
4. ↑  Orgasm Inc. In: Metacritic. Abgerufen am 27. Dezember 2024 (englisch, aggregiert aus 12 Kritiken).